# Konradsreuth
Konradsreuth è un comune tedesco di 3 510 abitanti, situato nel land della Baviera.